# Георгиев, Веселин (писатель)
Весели́н Ивано́в Георги́ев (28 сентября 1935, Пордим — 28 августа 2013, Москва) — болгарский писатель, поэт, драматург. Известен в России как юморист и афорист. Писал на трёх языках: болгарском, русском и эсперанто. Член Союза болгарских писателей, Союза переводчиков Болгарии, Союза писателей России.

## Биография
Родился в 1935 году в болгарском городе Пордиме. Окончил педагогический институт в Пловдиве, преподавал в школе. Заинтересовался международным языком эсперанто, руководил курсами по его изучению.
В 1961 году женился на гражданке СССР и переехал в Москву. Окончил отделение драматургии Литературного института им. М. Горького. Затем вернулся в Болгарию, где работал заведующим литературной частью Драматично-музыкального театра в Тырнове.
Снова вернулся в Москву и работал в болгарских представительствах. Много лет руководил Болгаро-русским камерным театром под эгидой Болгарского культурно-информационного центра.
Скончался в 2013 году в Москве. Похоронен на Ваганьковском кладбище.

## Творчество
Веселин Георгиев написал 10 пьес, несколько десятков рассказов и стихотворений, перевёл около 30 пьес с русского и болгарского языков. Издал 8 книг, в том числе 6 сборников афоризмов на трёх языках: русском, болгарском и эсперанто. В 2010 г. выпустил книгу автобиографической прозы на русском языке «Воспоминания живут». Печатался в журналах и газетах: «Крокодил», «Литературная газета», «Овод», «Литературный фронт» и другие. В стихах Веселина Георгиева затрагиваются темы религии и творчества:

Я попрошу у Бога вслух 

дать мне удачи хоть чуть-чуть, 

чтоб пламень сердца не потух 

и грело творчество мне грудь.

— а также тема российско-болгарского литературного сотрудничества:

«Николай, спеши писать стихи! 

Дни так ярки, солнечны, тихи. 

Так играют ласковые волны! 

Мы с тобою чувств счастливых полны!» — 

так Марина говорила мужу, 

свои чувства выплеснув наружу. 

И, спеша порадовать жену, 

он писал про братскую страну.

— так описывает болгарский поэт пребывание в Болгарии русского поэта Николая Переяслова, в чьём переводе стихи Георгиева и опубликованы газетой «День литературы».